# Carlo Costly
Carlo Yaír Costly Molina (n. 18 iulie 1982, San Pedro Sula, Honduras)) este un fotbalist hondurian care evoluează la clubul Platense FC și la echipa națională de fotbal a Hondurasului pe postul de atacant

## Cariera
Înaintea transferului în Europa a jucat la Club Deportivo Platense, în țara lui natală, unde a reușit performanța de a fi golgheterul campionatului în sezonul 2006–2007.
Viața lui Costly este legată de Mexic, deoarece, după ce părinții săi s-au despărțit, mama lui s-a recăsătorit cu un mexican. La vârsta de 14 ani, el s-a mutat în Mexico. A avut câteva încercări nereușite la echipe din liga secundă mexicană.
Cariera fructuoasă a început abia după revenirea în țara natală, Honduras. Cu toate că a plecat din Mexic, el mai păstrează o casă în statul Nayarit.
În ianuarie 2009, Costly s-a alăturat echipei engleze de fotbal Birmingham City din liga a doua engleză ca împrumut până la finalul sezonului 2008–2009. Și-a făcut debutul pentru club pe 7 februarie 2009, intrând în a doua repriză în egalul 1–1 cu Burnley. Însă la finalul sezonului, el nu a fost păstrat de englezi. Hondurianul a ajuns la FC Vaslui de la GKS Bełchatów datorită insistențelor antrenorului echipei, Marius Lăcătuș, acesta dorindu-și să-l antreneze încă din perioada când antrena Steaua București.

## Personal
Este fiul fostului fotbalist Anthony Costly, o legendă a fotbalului din Honduras.

## Goluri internaționale
| #  | Dată               | Stadion                                                   | Adversar                   | Scor  | Rezultat | Competiție                                             |
| -- | ------------------ | --------------------------------------------------------- | -------------------------- | ----- | -------- | ------------------------------------------------------ |
| 1  | 2 iunie 2007       | Estadio Francisco Morazán, San Pedro Sula, Honduras       | Trinidad și Tobago         | 3 – 1 | 3–1      | Meci amical                                            |
| 2  | 8 iunie 2007       | Giants Stadium, East Rutherford, SUA                      | Panama                     | 2 – 3 | 2–3      | CONCACAF Gold Cup 2007                                 |
| 3  | 10 iunie 2007      | Giants Stadium, East Rutherford, SUA                      | Mexic                      | 1 – 1 | 2–1      | CONCACAF Gold Cup 2007                                 |
| 4  | 10 iunie 2007      | Giants Stadium, East Rutherford, SUA                      | Mexic                      | 2 – 1 | 2–1      | CONCACAF Gold Cup 2007                                 |
| 5  | 6 februarie 2008   | Estadio Olímpico Metropolitano, San Pedro Sula, Honduras  | Paraguay                   | 2 – 0 | 2–0      | Meci amical                                            |
| 6  | 11 octombrie 2008  | Estadio Olímpico Metropolitano, San Pedro Sula, Honduras  | Canada                     | 2 – 1 | 3–1      | Calificările pentru Campionatul Mondial de Fotbal 2010 |
| 7  | 1 aprilie 2009     | Estadio Olímpico Metropolitano, San Pedro Sula, Honduras  | Mexic                      | 1 – 0 | 3–1      | Calificările pentru Campionatul Mondial de Fotbal 2010 |
| 8  | 1 aprilie 2009     | Estadio Olímpico Metropolitano, San Pedro Sula, Honduras  | Mexic                      | 3 – 0 | 3–1      | Calificările pentru Campionatul Mondial de Fotbal 2010 |
| 9  | 6 iunie 2009       | Soldier Field, Chicago, SUA                               | Statele Unite ale Americii | 1 – 0 | 1–2      | Calificările pentru Campionatul Mondial de Fotbal 2010 |
| 10 | 4 iulie 2009       | Qwest Field, Seattle, SUA                                 | Haiti                      | 1 – 0 | 1–0      | CONCACAF Gold Cup 2009                                 |
| 11 | iulie 11, 2009     | Gillette Stadium, Foxborough, SUA                         | Grenada                    | 4 – 0 | 4–0      | CONCACAF Gold Cup 2009                                 |
| 12 | 12 august 2009     | Estadio Olímpico Metropolitano, San Pedro Sula, Honduras  | Costa Rica                 | 1 – 0 | 4–0      | Calificările pentru Campionatul Mondial de Fotbal 2010 |
| 13 | 12 august 2009     | Estadio Olímpico Metropolitano, San Pedro Sula, Honduras  | Costa Rica                 | 4 – 0 | 4–0      | Calificările pentru Campionatul Mondial de Fotbal 2010 |
| 14 | 14 noiembrie 2009  | Estadio Tiburcio Carías Andino, Tegucigalpa, Honduras     | Letonia                    | 1 – 0 | 2–1      | Meci amical                                            |
| 15 | 29 mai 2011        | Robertson Stadium, Houston, SUA                           | El Salvador                | 1 – 0 | 2–2      | Meci amical                                            |
| 16 | 10 iunie 2011      | FIU Stadium, Miami, SUA                                   | Grenada                    | 2 – 1 | 7–1      | CONCACAF Gold Cup 2011                                 |
| 17 | 10 iunie 2011      | FIU Stadium, Miami, SUA                                   | Grenada                    | 4 – 1 | 7–1      | CONCACAF Gold Cup 2011                                 |
| 18 | 10 iunie 2011      | FIU Stadium, Miami, SUA                                   | Grenada                    | 5 – 1 | 7–1      | CONCACAF Gold Cup 2011                                 |
| 19 | 10 august 2011     | Lockhart Stadium, Fort Lauderdale, SUA                    | Venezuela                  | 1 – 0 | 2–0      | Meci amical                                            |
| 20 | 10 august 2011     | Lockhart Stadium, Fort Lauderdale, SUA                    | Venezuela                  | 2 – 0 | 2–0      | Meci amical                                            |
| 21 | 2 iunie 2012       | Robert F. Kennedy Memorial Stadium, Washington, D.C., SUA | El Salvador                | 2 – 0 | 3–0      | Meci amical                                            |
| 22 | 16 octombrie 2012  | Estadio Olímpico Metropolitano, San Pedro Sula, Honduras  | Canada                     | 3 – 0 | 8–1      | Calificările pentru Campionatul Mondial de Fotbal 2014 |
| 23 | 16 octombrie 2012  | Estadio Olímpico Metropolitano, San Pedro Sula, Honduras  | Canada                     | 5 – 0 | 8–1      | Calificările pentru Campionatul Mondial de Fotbal 2014 |
| 24 | 16 octombrie 2012  | Estadio Olímpico Metropolitano, San Pedro Sula, Honduras  | Canada                     | 8 – 1 | 8–1      | Calificările pentru Campionatul Mondial de Fotbal 2014 |
| 25 | 22 martie 2013     | Estadio Olímpico Metropolitano, San Pedro Sula, Honduras  | Mexic                      | 1 – 2 | 2–2      | Calificările pentru Campionatul Mondial de Fotbal 2014 |
| 26 | 6 septembrie 2013  | Estadio Azteca, Mexico City, Mexico                       | Mexic                      | 2 – 1 | 2–1      | Calificările pentru Campionatul Mondial de Fotbal 2014 |
| 27 | 10 septembrie 2013 | Estadio Tiburcio Carías Andino, Tegucigalpa, Honduras     | Panama                     | 2 – 1 | 2–2      | Calificările pentru Campionatul Mondial de Fotbal 2014 |
| 28 | 15 octombrie 2013  | Independence Park (Jamaica), Kingston, Jamaica, Jamaica   | Jamaica                    | 1 – 0 | 2–2      | Calificările pentru Campionatul Mondial de Fotbal 2014 |
| 29 | 19 noiembrie 2013  | BBVA Compass Stadium, Houston, SUA                        | Ecuador                    | 1 – 1 | 2–2      | Meci amical                                            |
| 31 | 1 iunie 2014       | BBVA Compass Stadium, Houston, SUA                        | Israel                     | 2 – 4 | 2–4      | Meci amical                                            |
| 32 | 21 iunie 2014      | Arena da Baixada, Curitiba, Brazilia                      | Ecuador                    | 1 – 0 | 1–2      | Campionatul Mondial de Fotbal 2014                     |